# 김용해
김용해(한국 한자: 金龍海, 1958년 5월 24일 ~ )는 K리그에서 활약했던 축구 선수이다. 럭키금성 (현 FC 서울)에서 1984-1985 시즌 동안 미드필더로 활약하며 정규리그 11경기 출전 1득점, 1도움의 기록을 남겼다.